# Giuseppe Venturi
Giuseppe Venturi (Mezzane di Sotto, 4 giugno 1874 – Chieti, 11 novembre 1947) è stato un arcivescovo cattolico italiano.

## Biografia
Nato da un'agiata famiglia di agricoltori, nel 1887 Venturi entrò nel seminario di Verona, dove proseguì gli studi fino al conseguimento della maturità classica: venne poi ammesso nell'Almo Collegio Capranica di Roma, dove conseguì la laurea cum laude in Sacra Teologia presso la pontificia Università Gregoriana. Venne ordinato sacerdote il 21 settembre del 1899 e venne nominato vicedirettore del seminario veronese: nel 1909 venne promosso cancelliere vescovile.

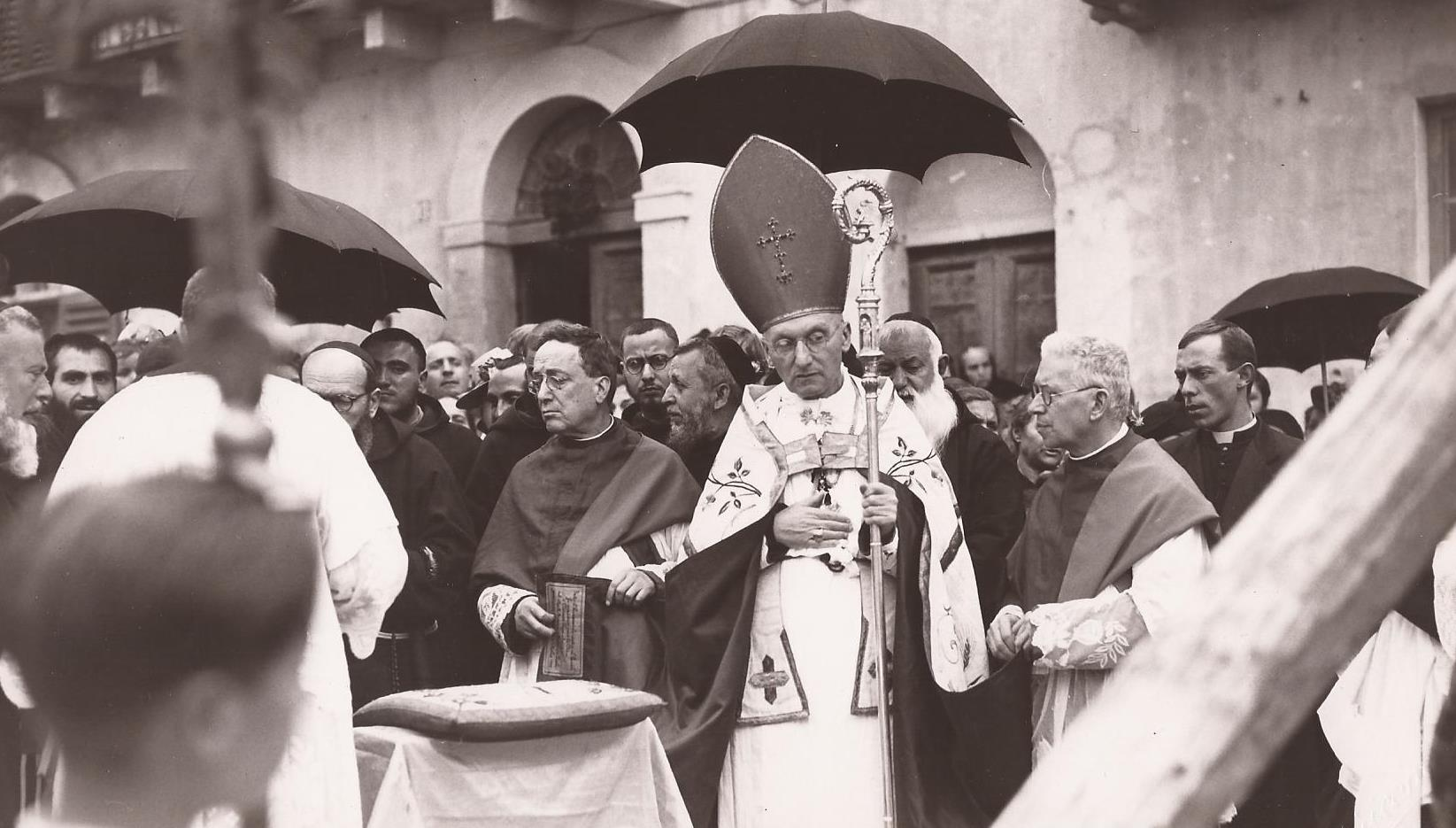
Monsignor Venturi in una visita pastorale, prima del 1947

Il 9 luglio 1926 venne eletto vescovo di Cagli e Pergola e ricevette la consacrazione episcopale il 29 agosto successivo nella cattedrale di Verona; il 18 febbraio 1931 venne trasferito alla sede arcivescovile di Chieti come successore di Nicola Monterisi. Rispetto al suo predecessore, che aveva evitato ogni coinvolgimento con il regime fascista, Venturi non chiuse il dialogo con il potere politico: venne anche ricevuto in udienza da Mussolini, a cui chiese un contributo per il restauro della cattedrale di San Giustino.
Come presule si spese molto per la riorganizzazione della vita ecclesiastica nella sua diocesi: operò per il buon funzionamento del tribunale diocesano e del seminario, al quale vennero affiancati i collegi di Vasto e Pescara; aprì numerosi asili gestiti da suore e un istituto magistrale affidato alle Suore Orsoline Figlie di Maria Immacolata; favorì l'insediamento di nuove case religiose; compì due visite pastorali nelle parrocchie della diocesi. Per la sua attività, Vittorio Emanuele III lo insignì del titolo di grand'ufficiale dell'Ordine dei Santi Maurizio e Lazzaro. Promosse anche i lavori di restauro neomedievale della Cattedrale di Chieti. 
Dopo l'armistizio dell'8 settembre 1943, i tedeschi stabilirono a Chieti un comando di presidio: per mesi, il territorio dell'arcidiocesi fu vittima di continui bombardamenti aerei che distrussero interi paesi. Per salvaguardare la sua città dai bombardamenti, Venturi promosse un'accorta azione diplomatica presso la Santa Sede e le autorità militari tedesche: il 21 dicembre 1943 si recò a Roma dove fu ricevuto dal Segretario di Stato, il cardinale Maglione, e da papa Pio XII, ai quali chiese di appoggiare la richiesta da lui avanzata di dichiarare Chieti "città aperta"; si rivolse anche a padre Pancrazio Pfeiffer, superiore generale della Società del Divin Salvatore e amico personale del feldmaresciallo Kesselring.
Inizialmente la sua opera non sortì effetti e, il 26 dicembre 1943, Kesselring ordinò l'evacuazione totale del capoluogo abruzzese e invitò l'arcivescovo ad abbandonare per primo la città per dare l'esempio agli abitanti e ai numerosi sfollati che vi si erano rifugiati: Venturi, con l'appoggio del prefetto di Chieti Giuseppe Girgenti, oppose un fermo e garbato rifiuto e continuò la sua azione diplomatica presso le ambasciate straniere a Roma.
Il 9 febbraio 1944 l'ordine di evacuazione venne revocato e il 23 febbraio successivo il comando tedesco comunicò che avrebbe valutato la possibilità di concedere al centro lo status di città ospedaliera. Il 24 marzo Chieti venne dichiarata "città aperta", prima in Italia a ottenere questo beneficio.
Nel dopoguerra Venturi si impegnò nell'opera di ricostruzione morale e materiale di Chieti. Nella primavera del 1945 scoprì di essere affetto da un tumore: morì due anni dopo, dopo aver portato a termine la celebrazione del sinodo diocesano. Fu sepolto nella Cattedrale di Chieti. 
In riconoscenza della sua opera a favore del capoluogo teatino, la cittadinanza di Chieti gli ha dedicato una lapide posta su una parete del Palazzo Arcivescovile e un monumento eretto nella Villa Comunale, opera fi Giovanni Franceschelli. Gli è stata intitolata anche una piazza, davanti alla chiesa della Madonna degli angeli, a Chieti.

## Genealogia episcopale e successione apostolica
La genealogia episcopale è:
- Cardinale Scipione Rebiba
- Cardinale Giulio Antonio Santori
- Cardinale Girolamo Bernerio, O.P.
- Arcivescovo Galeazzo Sanvitale
- Cardinale Ludovico Ludovisi
- Cardinale Luigi Caetani
- Cardinale Ulderico Carpegna
- Cardinale Paluzzo Paluzzi Altieri degli Albertoni
- Papa Benedetto XIII
- Papa Benedetto XIV
- Papa Clemente XIII
- Cardinale Marcantonio Colonna
- Cardinale Giacinto Sigismondo Gerdil, B.
- Cardinale Giulio Maria della Somaglia
- Cardinale Carlo Odescalchi, S.I.
- Cardinale Costantino Patrizi Naro
- Cardinale Lucido Maria Parocchi
- Vescovo Gennaro Trama
- Vescovo Giuseppe Signore
- Vescovo Girolamo Cardinale
- Arcivescovo Giuseppe Venturi

La successione apostolica è:
- Vescovo Epimenio Giannico (1937)
- Arcivescovo Benedetto Falcucci (1946)